# Walter Jakobsson
Walter Andreas Jakobsson (ur. 6 lutego 1882 w Helsinkach, zm. 10 czerwca 1957 w Zurychu) – fiński łyżwiarz figurowy, startujący w konkurencji solistów oraz w parach sportowych z żoną Ludowiką Jakobsson (z domu Eilers). Mistrz olimpijski z Antwerpii (1920), wicemistrz olimpijski z Chamonix (1924), uczestnik igrzysk olimpijskich w Sankt Moritz (1928), 3-krotny mistrz (1911, 1914, 1923) i 4-krotny wicemistrz świata (1910, 1912, 1913, 1922), 3-krotny mistrz Finlandii w parach sportowych (1911, 1921, 1924) oraz dwukrotny mistrz Finlandii w konkurencji solistów (1910, 1911).
Jakobsson poznał swoją partnerkę sportową i przyszłą żonę w 1907 roku podczas studiów inżynierskich w Berlinie. W 1911 roku wzięli ślub. Medale, które zdobyli podczas mistrzostw świata w 1910 i 1911 roku są zaliczane przez ISU po połowie Niemcom (wówczas Cesarstwu Niemieckiemu) i Finlandii (wówczas Wielkie Księstwo Finlandii). Od 1912 roku para mogła reprezentować już tylko jedno państwo, dlatego małżeństwo Jakobssonów zdecydowało się na reprezentowanie Wielkiego Księstwa Finlandii (od 1920 roku Finlandia).
Do 1916 Ludowika i Walter Jakobsson mieszkali w Berlinie, a później przenieśli się do Helsinek. Walter pracował tam jako dyrektor techniczny w firmie Kone OY (obecnie Konecranes – producent żurawi) aż do swojej emerytury w 1947 r. będąc jednocześnie amatorskim fotografem, zaś Ludowika występowała jako aktorka w fińskich niemych filmach w latach 20. XX w.

## Osiągnięcia

### Pary sportowe

#### Z Ludowiką Jakobsson
| Zawody                | 1910           | 1911           | 1912           | 1913           | 1914           | 1919           | 1920           | 1921           | 1922           | 1923           | 1924           | 1928           |                |                |                |                |                |
| Międzynarodowe        | Międzynarodowe | Międzynarodowe | Międzynarodowe | Międzynarodowe | Międzynarodowe | Międzynarodowe | Międzynarodowe | Międzynarodowe | Międzynarodowe | Międzynarodowe | Międzynarodowe | Międzynarodowe | Międzynarodowe | Międzynarodowe | Międzynarodowe | Międzynarodowe | Międzynarodowe |
| --------------------- | -------------- | -------------- | -------------- | -------------- | -------------- | -------------- | -------------- | -------------- | -------------- | -------------- | -------------- | -------------- | -------------- | -------------- | -------------- | -------------- | -------------- |
| Igrzyska olimpijskie  |                |                |                |                |                |                | 1              |                |                |                | 2              | 5              |                |                |                |                |                |
| Mistrzostwa świata    | 2              | 1              | 2              | 2              | 1              |                |                |                | 2              | 1              |                |                |                |                |                |                |                |
| Mistrzostwa nordyckie |                |                |                |                |                | 1              |                | 1              |                |                |                |                |                |                |                |                |                |
| Krajowe               |                |                |                |                |                |                |                |                |                |                |                |                |                |                |                |                |                |
| Mistrzostwa Finlandii |                | 1              |                |                |                |                |                | 1              |                |                |                |                |                |                |                |                |                |

### Z Olgą Saario
| Mistrzostwa Finlandii | 1 |

### Soliści
| Mistrzostwa Finlandii | 1 | 1 |

## Nagrody i odznaczenia
- Światowa Galeria Sławy Łyżwiarstwa Figurowego – 2013[6]